# Каракога (Карагандинская область)
Каракога (каз. Қарақоға) — упразднённое село в Абайском районе Карагандинской области Казахстана. Входило в состав Карагандинского сельского округа. Код КАТО — 353259600. Исключено из учётных данных в 2023 году.

## Население
В 1999 году население села составляло 90 человек (43 мужчины и 47 женщин). По данным переписи 2009 года, в селе проживало 57 человек (35 мужчин и 22 женщины).